# میناکو شیبا
میناکو شیبا (انگلیسی: Minako Shiba; ۱۵ فوریهٔ ۱۹۷۱ – مارس ۲۰۲۱) پویانما، طراح شخصیت اهل ژاپن بود.